# Huyện Jhenaidah
Jhenaidah là một huyện thuộc division Khulna, Bangladesh. Huyện này có diện tích 1961 km², dân số năm 2002 là 1554514 người, mật độ dân số là 793 người/km².